# Денгоф, Эрнест
Эрнест Денгоф (Ernest Denhoff; ок. 1630—1693) — государственный и военный деятель Речи Посполитой, полковник пехотного полка королевской гвардии (1666), генерал-майор коронных войск (1670), ловчий великий литовский (1676—1683), каштелян виленский (1683—1685), генерал-лейтенант коронных войск, воевода мальборкский (1685—1693), маршалок двора королевы (1687), староста дзежгоньский.

## Биография
Представитель польского дворянского рода Денгофов герба «Вепрь». Старший сын каштеляна и воеводы перновского Эрнеста Магнуса Денгофа (1581—1642) и Екатерины фон Дона (1606—1659). Младшие братья — подстолий великий литовский Герад Денгоф (ок. 1632—1685) и прусский генерал-лейтенант Фридрих (1639—1696).
Участник войн Речи Посполитой с украинскими казаками (1648—1654), с Швецией (1655—1660), Русским государством (1654—1667). С 1666 года — полковник пехотного полка королевской гвардии. В 1670 и 1672 годах дважды избирался послом (депутатом) на сейм. В 1670 году — генерал-майор коронных войск.
В 1671—1676 годах Эрнест Денгоф участвовал в военных действиях на Украине против турок-османов и правобережных казаков. В 1676 году получил должность ловчего великого литовского. В 1683—1685 годах Эрнест Денгоф носил звание каштеляна виленского.
С 1683 года — комендант Кракова и генерал-лейтенант коронных войск. В Венской битве 1683 года командовал пехотной бригадой. В 1685 году Эрнест Денгоф получил должность воеводы мальборкского. В 1687 году был назначен придворным маршалком польской королевы Марии Казимиры.
Пользовался доверием короля Речи Посполитой Яна III Собеского. Перешел из кальвинизма в римско-католическую веру и получил место в сенате Речи Посполитой.

## Семья
Был дважды женат. Первым браком женился на Софии Анне Олесницкой, дочери старосты радзеювского Станислава Олесницкого (ум. до 1668), и Иоанны Олендской, от брака с которой имел единственную дочь:
- Иоанна Денгоф (ум. после 1716), жена с 1709 года гетмана польного литовского и воеводы полоцкого Станислава Эрнеста Денгофа (ок. 1673—1728).

Вторично женился на Костанции Слушке (ум. 1723), дочери подскарбия надворного литовского Богуслава Ежи Слушки (ок. 1620—1658), и Анны Потоцкой (ум. 1695), вдове воеводы поморского Владислава Денгофа (1639—1683). Во втором браке детей не имел.